# HD 143436
HD 143436 (HIP 78399 / G 16-24 / SAO 121307) es una estrella en la constelación de la Serpens situada en la parte oeste de la misma (Serpens Caput). De magnitud aparente +8,04, es suficientemente brillante para poder ser observada con binoculares. Se encuentra a 142 años luz del sistema solar.
HD 143436 es una enana amarilla cuyas características físicas, indistinguibles de las del Sol, hacen de ella un posible gemelo solar. Con magnitud absoluta 4,87 ± 0,10, emite prácticamente la misma cantidad de luz que el Sol, cuya magnitud absoluta es 4,83. Su temperatura de
5768 ± 43 K —frente a los 5777 K del Sol— y su masa de 1,01 ± 0,02 masas solares corroboran el enorme parecido entre ambas estrellas. También su metalicidad —contenido en elementos más pesados que el helio— es similar a la solar. La edad estimada de HD 143436 es de 3800 ± 2900 millones de años; aunque este rango en parte coincide con la edad del Sol —4600 millones de años—, HD 143436 puede también ser significativamente más joven.
No obstante, existen ciertas diferencias entre HD 143436 y el Sol. El contenido en litio es 6 veces más abundante en HD 143436 que en nuestra estrella, si bien el contenido de este elemento en 18 Scorpii —otro gemelo solar— también es alto, 4 veces mayor que en el Sol. Asimismo, HD 143436 puede contener menos oxígeno que el Sol.